# Poupartia birrea
Poupartia birrea là một loài thực vật có hoa trong họ Đào lộn hột. Loài này được (A. Rich.) Aubrév. miêu tả khoa học đầu tiên năm 1950.